# Snakes ’n’ Ladders
Snakes 'n' Ladders – album szkockiej grupy rockowej Nazareth, wydany w 1989 roku.

## Lista utworów
1. Animals
2. Lady Luck
3. Hang on to a Dream
4. Piece of My Heart
5. Trouble
6. The Key
7. Back to School
8. Girls
9. Donna-Get Off That Crack
10. See You, See Me
11. Helpless

### Utwory dodane na reedycji z 1997 roku
1. Winner on the Night
2. Woke Up This Morning (Live)
3. Bad Bad Boy (Live)

## Wykonawcy
- Pete Agnew – bas, gitara
- Manny Charlton – gitara
- Dan McCafferty – wokal
- Darrell Sweet – perkusja